# Antonio Saverio Gentili
Pour les articles homonymes, voir Gentili.
Antonio Saverio Gentili (né le 9 février 1681 à Rome et mort le 13 mars 1753 près de Rome) est un cardinal italien du XVIIIe siècle.

## Biographie
Gentili est élu archevêque titulaire de Petra-en-Palestine en 1727 et exerce diverses fonctions au sein de la Curie romaine. Le pape Clément XII le crée cardinal lors du consistoire du 24 septembre 1731. Le cardinal Gentili est préfet de la Congrégation du Concile. Gentili participe au conclave de 1740, lors duquel Benoît XIV est élu pape. Il est camerlingue du Sacré Collège en 1742.

### Sources
- Fiche du cardinal sur le site de la FIU